# Paratolna brunneovittata
Paratolna brunneovittata là một loài bướm đêm trong họ Noctuidae.